# Annegret Maack
Annegret Maack (* 20. März 1944 in Winterberg) ist eine deutsche Anglistin und Hochschullehrerin.

## Leben und Wirken
Annegret Maack studierte Anglistik, Romanistik, Philosophie und Pädagogik an den Universitäten Freiburg/Br. und Marburg/L. Nach dem ersten Staatsexamen für den höheren Schuldienst 1968 promovierte sie 1970 in Marburg über Charles Dickens. Dort arbeitete sie als wissenschaftliche Assistentin und habilitierte sich 1975 für das Fach Anglistik. 1978 erhielt sie eine außerplanmäßige, 1980 eine C3-Professur an der Bergischen Universität Wuppertal. Dort lehrte sie bis zu ihrem Eintritt in den Ruhestand 2009. Von 1999 bis 2008 war sie Prorektorin dieser Universität für Studium und Lehre.
Neben Charles Dickens beschäftigt sich Annegret Maack vor allem mit der englischen Gegenwartsliteratur.

## Veröffentlichungen (Auswahl)
- Der Raum im Spätwerk von Charles Dickens. Dissertation Universität Marburg/L. 1970.
- Die Rezeption französischer Literatur in England nach dem Zweiten Weltkrieg (= Schriftenreihe Literaturwissenschaft, Bd. 4). Bouvier, Bonn 1978, ISBN 3-416-01392-1 (= Habilitationsschrift Universität Marburg).
- Der experimentelle englische Roman der Gegenwart (= Erträge der Forschung, Bd. 213). Wissenschaftliche Buchgesellschaft, Darmstadt 1984, ISBN 3-534-01351-4.
- (Mitautorin): Rüdiger Imhof (Hrsg.): Der englische Roman der Gegenwart (= UTB, Bd. 1467). Francke, Tübingen 1987, S. 137–161 (Doris Lessing) u. S. 226–244 (Angela Carter), ISBN 3-7720-1737-1.
- Charles Dickens. Epoche – Werk – Wirkung. Beck, München 1991, ISBN 3-406-35474-2.
- (Hrsg.): Radikalität und Mäßigung. Der englische Roman seit 1960. Wissenschaftliche Buchgesellschaft, Darmstadt 1993, ISBN 3-534-11634-8.
- (Mitautorin): Die Zeit nach 1945. In: Hans Ulrich Seeber (Hrsg.): Englische Literaturgeschichte. 5. Auf. Metzler, Stuttgart 2012, S. 389–500, ISBN 3-476-02421-0.

Außerdem Aufsätze in Fachzeitschriften und Sammelbänden.